# آنا زاك
أنا زاك (بالعبرية:אנה זק) (الميلاد 12 مارس 2001)، فتاة إسرائيلية نجمة وسائل الإعلام حيث تعمل مغنية وعارضة أزياء. تمتلك أكثر من 3 ملايين متابع على تطبيق ميوزكلي وأكثر من مليون متابع في الإنستغرام. ذات شهرة إسرائيل وباقي دول العالم.
تعتبر واحدة من أكثر الشخصيات الإسرائيلية تأثيراً على شبكة الإنترنت ، كما صنفت كأول شخصية لديها تأثير على إسرائيل بواسطة نانا 10 سنة 2017.

## السيرة الشخصية
اسمها الأصلي آنا كوزانكوف ولدت في سوتشي، روسيا، هاجرت «هجرة عليا» إلي إسرائيل في عمر 9 سنوات  بصحبة أهلها وأجدادها. مكثت العائلة في أشدود. في وقت قصير تعلمت اللغة العبرية كالـ" سابرا " التحقت أختها الكبرى ب قوات الدفاع الإسرائيلي، درست آنا في مدرسة (ميكيف هي)، في أشدود.

### حياتها المهنية
بدأت حياتها المهنية في عمر الخامسة عشرة، في تلفزيون الأطفال الإسرائيلي عام 2016، حيث اختيرت لتكون الوجه الإعلامي لشركة الأحذية «سكوب»، حصلت عبرها على 50 ألف شيكل، ثم قادت حملة إعلامية عالمية في منتج إزالة الشعر الخاص بالعلامة التجارية فيت. وتورد آنا أنّ بعض معلميها لا يعرفون حياتها المهنية ضمن وسائل التواصل الاجتماعية، بينما كانت لا تزال في الصف التاسع، كان دخلها الشهري من ملفها الإعلامي الاجتماعي 10.000 شيكل على الأقل باستثناء عروض العمل.
في 2017 تعاونت في مواقع التواصل الاجتماعي مع عارضة الأزياء نيتا أل شميستر، فيما أصبحت الشخص الأكثر تأثيرا على إنستغرام الإسرائيلي، وفقا لجمعية الإنترنت الإسرائيلية، متفوقة على بار رفاعيلي. كما حازت على تصنيف نانا 10 كأكثر الشباب الإسرائيلين تأثيرا فيإنستغرام في عام 2017.
في يونيو 2017، تم اختيارها لتكون وجه حملة مكتب صندوق العودة إلى المدرسة في إسرائيل.

## الاتحاد الآن
تم اختيارها بواسطة «سيمون فولر» لمشروع دولي جديد لتكون جزء من فرقة دولية (مع ممثلين يمثلون الصين، الهند، روسيا، اليابان، بريطانيا، الولايات المتحدة الأمريكية، فرنسا وألمانيا)، حيث تم اختيارها للعمل كممثلة لروسيا، وأعلن لاحقا أنها أختيرت لرئاسة المشروع كممثلة لروسيا، مما يعني رحلات منتظمة من إسرائيل إلى لوس أنجلوس.